# Schleswig-Holsteinisches Institut für Friedenswissenschaften
Das Schleswig-Holsteinische Institut für Friedenswissenschaften (SCHIFF) wurde ursprünglich als eigenständiges Institut für Friedensforschung an der Christian-Albrechts-Universität zu Kiel gegründet. Ab dem 1. April 2006 war es ein Arbeitsbereich im Institut für Sozialwissenschaften der Universität (AFuK).
Seit 1997 wurden regelmäßig Veranstaltungen als „SCHIFF-Kolloquium - Kooperation und Konflikt in der Ostseeregion“ durchgeführt.  Das Institut wandte sich damit unter der Leitung von Christian Wellmann insbesondere an alle, die sich in ihrer beruflichen oder ehrenamtlichen Tätigkeit, praktisch oder wissenschaftlich, mit Aspekten der grenzüberschreitenden Zusammenarbeit in der Ostseeregion befassen. Ein Arbeitsschwerpunkt liegt in der wissenschaftlichen Erforschung der Oblast Kaliningrad als Beispiel für die Konfliktprävention in den Beziehungen zwischen Russland und der EU. Eine umfangreiche Publikationstätigkeit führte bisher zu 80 „Schiff-Texten“. 
Das Institut verfügte über eine umfangreiche Bibliothek mit Buch- und Zeitschriftenbeständen zur Friedens- und Konfliktforschung.
Im Jahr 2011 ging das SCHIFF in den Arbeitsbereich „Internationale Politische Soziologie an der CAU Kiel (KUIPS)“ unter der Leitung von Dirk Nabers auf. 